# William Lombardy
William James Lombardy (Ciutat de Nova York, 4 de desembre de 1937 - Martinez, 13 d'octubre de 2017) va ser un escriptor, jugador i professor d'escacs estatunidenc, que té el títol de Gran Mestre des de 1960. Anteriorment, havia estat sacerdot catòlic.

## Resultats destacats en competició

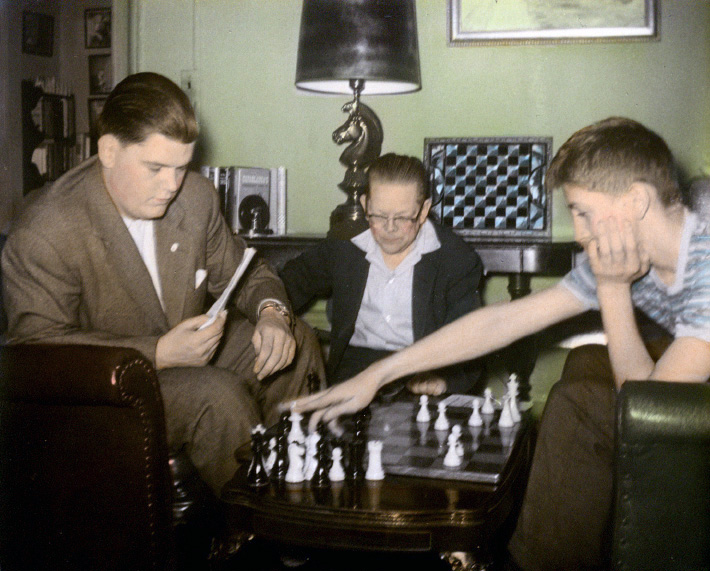
William Lombardy (esquerra), John W. Collins, i Bobby Fischer (dreta), entrenant.

El 1953 es proclamà campió de l'Estat de Nova York.
El 1956 Lombardy va guanyar la primera edició del Campionat obert d'escacs del Canadà, conjuntament amb Larry Evans. El mateix any, als 18 anys, va perdre un matx contra Samuel Reshevsky pel marcador de 3.5-2.5. El 1957, esdevingué el primer estatunidenc a guanyar el Campionat del món juvenil; va vèncer el torneig celebrat a Toronto amb un resultat perfecte d'11-0, únic cop en la història que això s'ha aconseguit.
Lombardy va jugar al primer tauler per l'equip estatunidenc que va guanyar el Campionat del món d'estudiants de 1960 a Leningrad, URSS, el primer cop que l'equip americà guanyà aquest esdeveniment (posteriorment guanyarien de nou a Haifa 1970). Lombardy va guanyar el futur campió del món Borís Spasski en la seva partida individual, i obtingué en aquest campionat la medalla d'or al millor resultat al primer tauler.
Lombardy va representar els Estats Units en diverses olimpíades d'escacs, i va jugar molts cops el Campionat dels Estats Units. Fou segon al Campionat dels Estats Units de 1960-61 rere Bobby Fischer i per davant de Raymond Weinstein i diversos altres grans jugadors. Amb aquest resultat, Lombardy es va classificar per competir al torneig Interzonal d'Estocolm pel dret a disputar un matx pel campionat del món. De tota manera, Lombardy va decidir de retirar-se dels escacs per esdevenir capellà catòlic. Abans de retirar-se va perdre un matx contra Larry Evans per 5.5-4.5. Lombardy fou ordenat el 1967.
El 1972, Fischer havia de jugar un matx contra Spassky pel títol mundial, i s'havia barallat amb Evans, qui havia estat el seu segon en els seus reeixits enfrontaments contra Tigran Petrossian i Bent Larsen. Fischer va demanar a Lombardy que l'ajudés en el matx final. Tot i que Lombardy era encara capellà, li fou permès d'anar a Reykjavík, Islàndia per fer de segon de Fischer durant el Campionat del món de 1972, entre Fischer i Spassky. De tota manera, Fischer no va fer massa ús dels seus serveis.
Lombardy va guanyar o empatar al primer lloc tres cops al Campionat Obert dels Estats Units. Fou primer destacat a Chicago 1963 i hi empatà dos cops amb Pal Benko; fou primer a Rio Piedras, Puerto Rico, el 1965 i també a Lincoln, Nebraska el 1975.
El 1978 i 1979, Lombardy va fer de professor en un campus d'escacs d'una setmana a la Michigan State University. Aquest fou segurament el primer campus d'aquesta mena als Estats Units, i va atraure joves de tot el país.
A més a més de la seva victòria contra Spassky, Lombardy va puntuar també almenys una victòria contra jugadors de classe mundial com ara Ulf Andersson, Pal Benko, Walter Browne, Robert Byrne, Larry Christiansen, Larry Evans, Vlastimil Hort, Víktor Kortxnoi, Bent Larsen, Ljubomir Ljubojević, Tony Miles, Lev Polugaievski, Lajos Portisch, Samuel Reshevsky, i Jan Timman.
A començaments dels 1980, Lombardy va deixar de ser capellà, i es va casar i va anar a viure a l'East Village de la ciutat de Nova York, on escrivia i impartia classes d'escacs. Va publicar una col·lecció autobiogràfica de partides: Understanding Chess: My System, My Games, My Life.